# (1026) Ingrid
Pour les articles homonymes, voir Ingrid.
(1026) Ingrid est un astéroïde de la ceinture principale découvert le 13 août 1923 par l'astronome allemand Karl Reinmuth.

Sa désignation provisoire était 1923 NY.
Sa distance minimale d'intersection de l'orbite terrestre est de 0,831748 ua.